# Joachim von Siegroth
Joachim von Siegroth (25 de diciembre de 1896 - 2 de mayo de 1945) fue un general en la Wehrmacht de la Alemania Nazi durante la II Guerra Mundial. Fue condecorado con la Cruz de Caballero de la Cruz de Hierro. Siegroth fue reportado como desaparecido en combate durante la batalla de Halbe en mayo de 1945.

## Condecoraciones
- Cruz de Hierro (1914) 2ª Clase (9 de octubre de 1914)[1]
- Broche de la Cruz de Hierro (1939) 2ª Clase (12 de junio de 1940) & 1ª Clase (22 de junio de 1940)[1]
- Broche de la Lista de Honor (19 de diciembre de 1941)[1]
- Cruz Alemana en Oro el 19 de diciembre de 1941 como Oberstleutnant en el Infanterie-Regiment 255[2]
- Cruz de Caballero de la Cruz de Hierro con Hojas de Roble
  - Cruz de Caballero el 18 de octubre de 1944 como Oberst[3]